# Karel Šťastný
Karel Šťastný (1913  – Praag, 19 augustus 2002) was een Tsjechisch componist en dirigent. 

## Levensloop
Šťastný was een van de bekendste dirigenten op het gebied van de militaire muziek en harmoniemuziek in de voormalige Tsjecho-Slowakije en in Tsjechië. Hij was kapelmeester bij militaire kapellen van verschillende garnizoenen van het Tsjecho-Slowaakse leger. Hij heeft grote verdiensten voor de ontwikkeling van het niveau van de orkesten van de militaire muziek in de voormalige Tsjecho-Slowakije. Voor een periode van 16 jaren was hij dirigent van het Ústřední hudba Armády České republiky (Centrale blaasorkest van het Tsjechische Leger), waarvan 10 jaren als chef-dirigent van dit eliteblaasorkest. 
Als componist schreef hij verschillende werken voor harmonieorkest. 

## Composities

### Werken voor harmonieorkest
- 1967 Vojensky Pochod, mars
- 1989 Nový start
- Brillant Dance
- Dejvicànka-Polka
- Helenen-Polka
- Kouzlo Růží (Mooie Rozen), wals
- Slovanka, polka

## Publicaties
- Karel Stastny, in: Mitteilungsblatt des "Arbeitskreises Militärmusik" in der Deutschen Gesellschaft für Heereskunde, Heft 88, p. 52

- Gemeinsame Normdatei: 134768094
- International Standard Name Identifier: 0000 0001 2029 8295
- Library of Congress Control Number: n97072305
- Nationale Bibliotheek van Tsjechië: xx0030338
- Virtual International Authority File: 85486070
- WorldCat: E39PBJgMx4d9kwKyPQvWBYRBT3